# Evangelický hřbitov v Olešnici na Moravě
Evangelický hřbitov v Olešnici se nachází ve městě Olešnice na ul. Družstevní. Má rozlohu 1031 m² (bez pozemku s márnicí).
Základní kámen hřbitova byl položen roku 1857. Téhož roku byl hřbitov ohrazen kamennou zdí a roku 1890 byl opatřen železnou bránou. Do současných rozměrů byl hřbitov rozšířen v roce 1935, kdy byla původní márnice zbořena a vystavěna nová v levém rohu hřbitova.
K významným osobnostem pohřbeným na olešnickém hřbitově patří superintendent Josef Totušek či dobrodinci olešnického sboru Jan a Marie Andrlíkovi.
Vlastníkem hřbitova je Farní sbor Českobratrské církve evangelické v Olešnici na Moravě; provozuje jej město Olešnice.

## Galerie

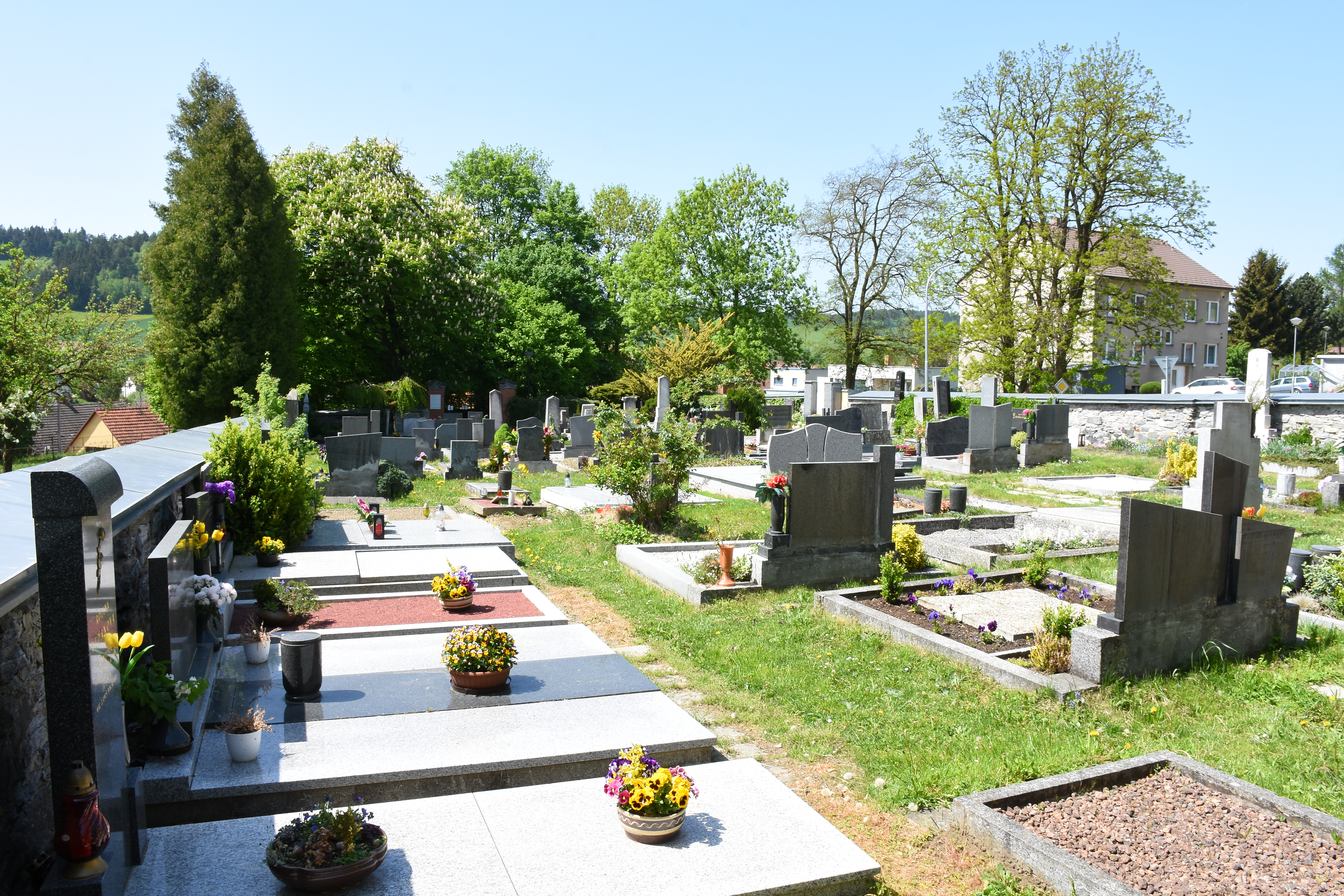
Poled na hřbitov
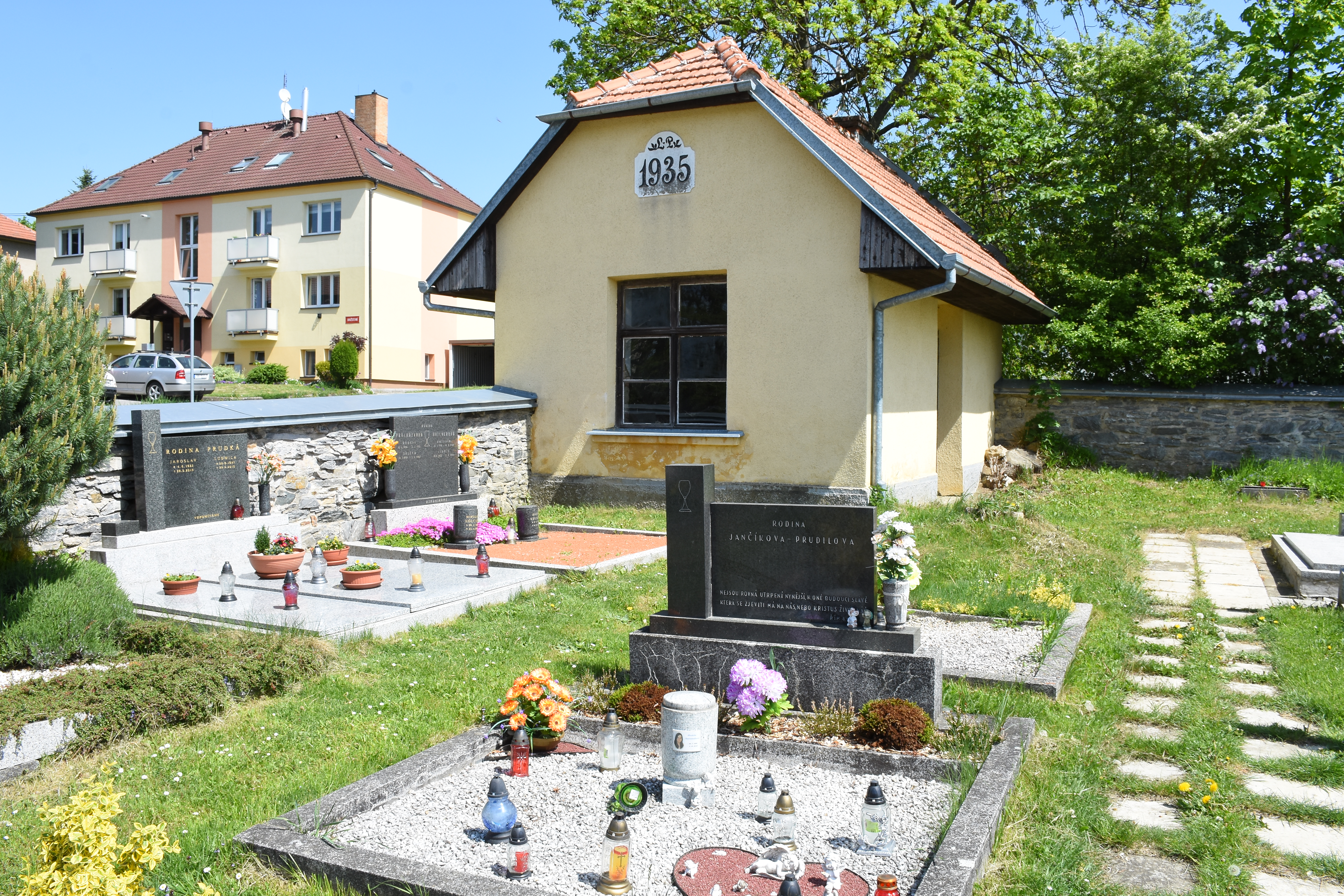
Márnice
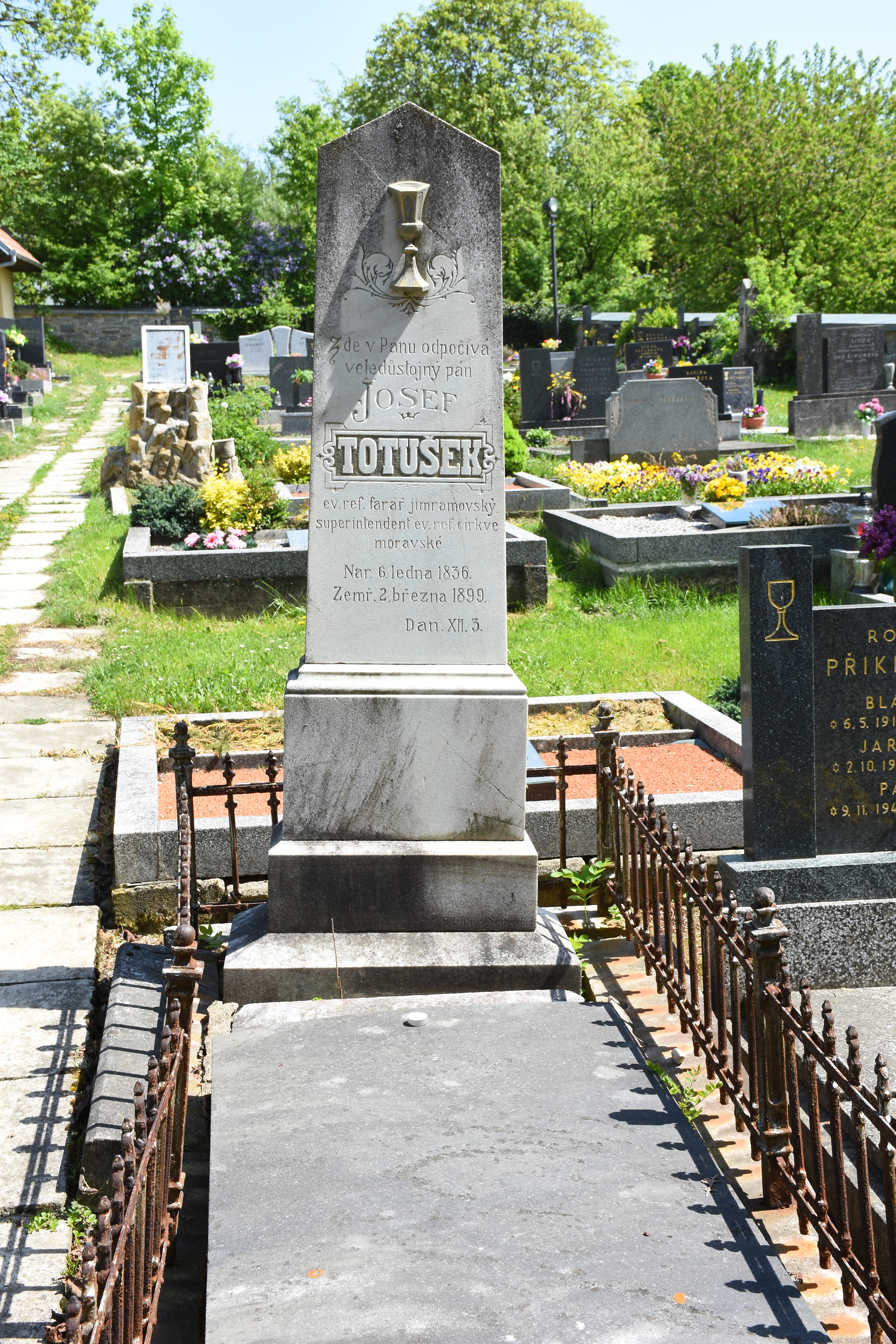
Náhrobek J. Totuška
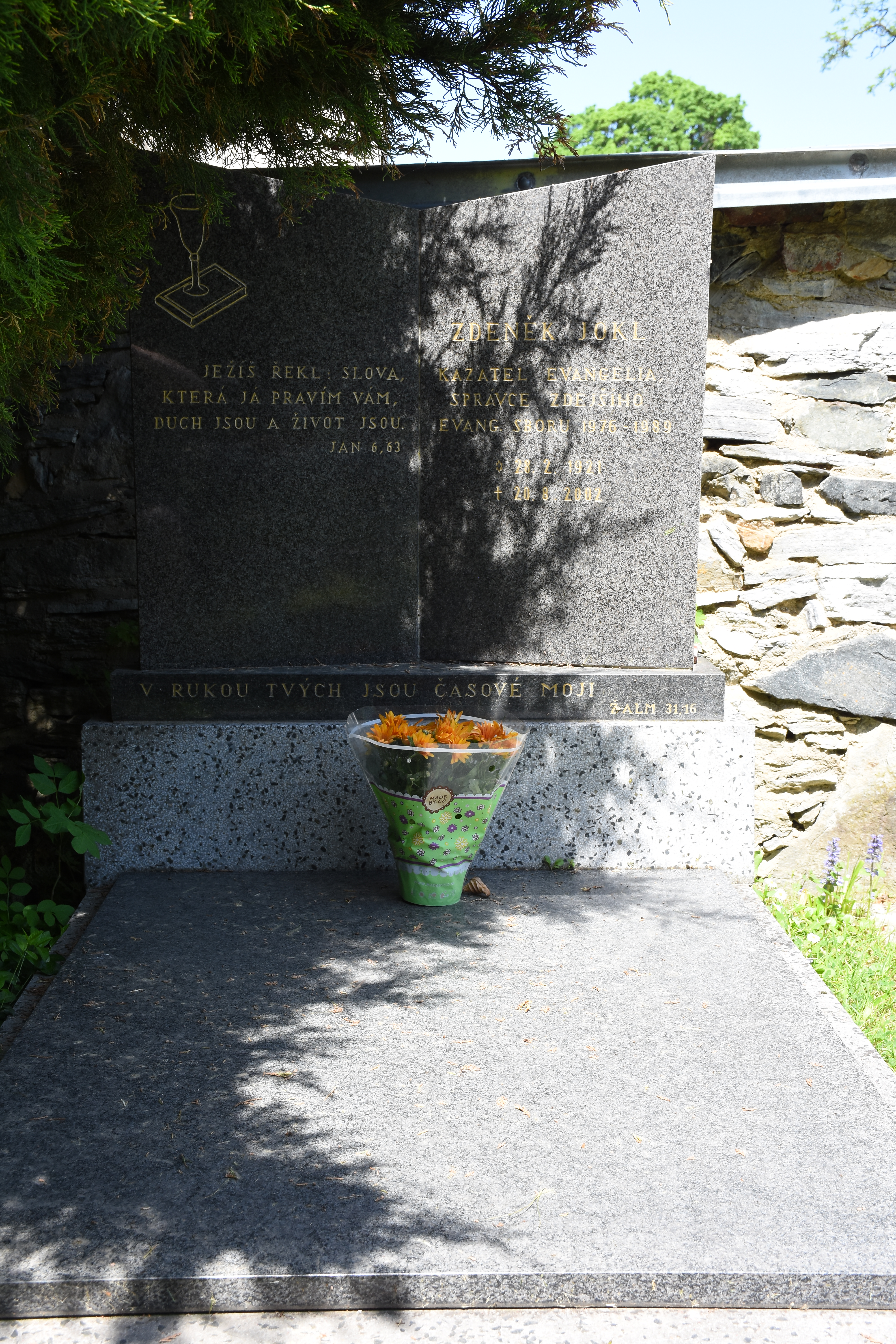
Náhrobek Z. Jokla